# Зёрново (Брянская область)
Зёрново — село в Суземском районе Брянской области. Входит в Алешковичское сельское поселение.

## География
Расположено в 8 км к юго-западу от села Алешковичи, в 15 км к югу от Суземки и в 117 км к югу от Брянска, на берегу реки Бобрик в том месте, где в неё впадает ручей, вытекающий из Зёрновского озера.
Село находится на границе с Украиной; на противоположной стороне границы находится город Середина-Буда (Середино-Будский район Сумской области), между двумя населёнными пунктами действует местный пограничный пропускной пункт, пересечение границы возможно только обладателями паспортов с пропиской в Середина-Будском районе Сумской области Украины и Суземском районе Брянской области России.

## История
Впервые упоминается в первой половине XVII века как деревня, бывшее дворцовое владение. Приход церкви Рождества Христова с 1712 года (упоминается до 1930-х годов, не сохранилась). В 1894 году была открыта земская школа. До 1929 года в Севском уезде (с 1861 года в составе Страчевской волости, с 1880-х годов в Алешковской, с 1924 года в Суземской волости). В середине XX века — колхозы «Бобринка», «Красная волна», «1-е апреля». К маю 1942 года в селе находился полицейский гарнизон украинских националистов численностью до 350 чел. 2005 года — центр 3ёрновского сельсовета. Максимальное число жителей 2500 человек (1926).

## Транспорт
Через город проходят автомобильная дорога 15K2405 Алешковичи — граница с Украиной.
Село дало название железнодорожной станции линии Брянск — Хутор-Михайловский в городе Середине-Буде.

## Население
| 2010 | 2013 |
| ---- | ---- |
| 451  | ↘436 |